# Tabac Criollo
Le tabac Criollo est un type de tabac, principalement utilisé dans la fabrication de cigares. C'était, selon la plupart des témoignages, l'un des premiers tabacs cubains apparus à l'époque de Christophe Colomb. Criollo signifie « graine indigène », et donc une variété de tabac utilisant le terme, comme le Criollo dominicain, peut ou non avoir quelque chose en rapport avec la graine cubaine d'origine ni avec l'hybride Criollo '98. Les variétés de Criollo sont caractérisées par une couleur et une saveur légèrement différentes des autres variétés cubaines telles que le Corojo et le Habano.

## Usages
À l'origine, le tabac Criollo avait de multiples usages dans la fabrication du cigare cubain. Après le développement du Corojo, le Criollo a été de moins en moins utilisé, et le Corojo, qui convenait mieux à la fabrication de cigares, l'a remplacé.
On a alors découvert que lorsque le Criollo est cultivé sous abri, au lieu de le faire pousser au soleil comme c'était traditionnellement le cas, il peut servir de feuille d'emballage très appropriée, compte tenu des soins et des conditions appropriés. Certaines des premières graines de Criollo cultivées pour l'emballage ont été cultivées dans la vallée de Jalapa, au Nicaragua, et ont été introduites sur le marché hors Cuba en 2001 en tant qu'emballage pour la marque Cupido Criollo.
La variété hybride, Criollo '98, est résistante à la moisissure bleue et a été développée à Cuba pour remplacer l'ancien hybride Corojo, Habana 2000, qui perdait en popularité en raison de ses défauts de plus en plus apparents.